# Tomasz Zaboklicki
Treść tego artykułu może nie być zgodna z zasadami neutralnego punktu widzenia.
Dokładniejsze informacje o tym, co należy poprawić, być może znajdują się w dyskusji tego artykułu.
 Po wyeliminowaniu niedoskonałości należy usunąć szablon [[Szablon:Dopracować|]] z tego artykułu.
Tomasz Zaboklicki (ur. 17 lipca 1958 w Bydgoszczy) – polski przedsiębiorca, były prezes zarządu i dyrektor generalny przedsiębiorstwa Pesa Bydgoszcz.

## Życiorys

### Wykształcenie
Jest absolwentem IV Liceum Ogólnokształcącego w Bydgoszczy. W 1981 ukończył studia ekonomiczne na Uniwersytecie Mikołaja Kopernika w Toruniu, a w 1999 podyplomowo finanse i marketing na Akademii Ekonomicznej w Poznaniu. Brał udział w seminariach controllingowych. 10 czerwca 2015 uzyskał tytuł doktora honoris causa Uniwersytetu Technologiczno-Przyrodniczego.

### Kariera zawodowa
Karierę rozpoczął w Pomorskich Zakładach Budowy Maszyn Makrum, a następnie 21 stycznia 1983 podjął pracę w Zakładach Naprawczych Taboru Kolejowego w Bydgoszczy w dziale zaopatrzenia. Następnie przeszedł do działu ekonomicznego i w krótkim czasie z pozycji szeregowego pracownika awansował na stanowisko specjalisty, a później głównego specjalisty ds. ekonomicznych. Następnie z ramienia załogi trafił do rady nadzorczej przedsiębiorstwa. W 1997 został członkiem zarządu, a 5 sierpnia 1998 wybrano go na stanowisko prezesa zarządu i dyrektora generalnego.
W połowie lat 90. XX w. ZNTK Bydgoszcz, ze względu na słabą kondycję finansową, przeznaczone były do likwidacji, ale ostatecznie zostały wpisane do programu narodowych funduszy inwestycyjnych. W 2001 Zaboklicki wraz z sześcioma innymi osobami z zarządu założył spółkę menedżerską, która odkupiła udziały w zakładzie za kredyt udzielony pod zastaw ich prywatnych majątków. W tym samym roku przedsiębiorstwo zmieniło nazwę na Pojazdy Szynowe Pesa Bydgoszcz oraz zaczęło budować swoją pozycję rynkową w oparciu o produkcję, a nie jak wcześniej tylko remonty taboru kolejowego. W późniejszym okresie Pesa wygrała potencjalnie zyskowne przetargi na dostawę pojazdów szynowych, m.in. na:
- 186 tramwajów Swing dla Warszawy o wartości około 1,5 mld zł w 2006[8],
- ramowy do 470 spalinowych zespołów trakcyjnych Link dla Deutsche Bahn o wartości ponad 1,2 mld euro w 2012[6]. Zamówienie nie było jednak sukcesem i zamówiono jednak tylko 72 linki.https://www.polityka.pl/tygodnikpolityka/rynek/1928926,1,warszawa-zrywa-kontrakt-dlaczego-pesa-znowu-nie-dojechala-na-czas.read

W ciągu jednej dekady całkowicie samodzielnego działania na wolnym rynku Pesie udało się uzyskać świadectwa uznania krajowych i zagranicznych jednostek certyfikujących, m.in. ISO 9001:2000 w 2002 i ISO 9001:2008 w 2009. Zaboklicki uznawany jest przez specjalistów z branży kolejowej za głównego twórcę rynkowego sukcesu tego przedsiębiorstwa.
30 czerwca 2016 został członkiem Rady Pracodawców Rzeczypospolitej Polskiej w randze wiceprezydenta. W połowie grudnia tamtego roku przestał być dyrektorem generalnym Pesy, ale pozostał jej prezesem zarządu. 26 czerwca 2017 Zaboklicki ustąpił ze stanowiska prezesa zarządu Pesy na rzecz Roberta Świechowicza, ale pozostał w radzie nadzorczej przedsiębiorstwa.

## Życie prywatne
Jego ojciec był żołnierzem, który należał do Armii Krajowej i walczył w powstaniu warszawskim. W latach 50. wraz z żoną Ireną przeprowadził się do Bydgoszczy i zamieszkał w bloku przy ul. Czerkaskiej na Osiedlu Leśnym. Tam w 1958 Tomasz Zaboklicki urodził się jako drugie dziecko w rodzinie, a następnie wychował. Gdy miał 9 lat, jego ojciec zmarł.
Tomasz Zaboklicki ma żonę Annę i dwójkę dorosłych dzieci. Interesuje się sportem: spadochroniarstwem, nurkowaniem i karate, w którym posiada tytuł sensei. Jego hobby są również podróże i książki.

## Nagrody i wyróżnienia
- 2006 – laureat w organizowanym przez Railway Business Forum i PKP Polskie Linie Kolejowe konkursie Człowiek roku – przyjaciel kolei w kategorii Menedżer roku[17]
- 2012 – zwycięzca w organizowanym przez Ernst & Young konkursie Przedsiębiorca Roku w kategorii Produkcja 2012 „za stworzenie nowoczesnego, innowacyjnego oraz zaawansowanego technologicznie przedsiębiorstwa – lidera wśród polskich i europejskich producentów pojazdów szynowych” oraz nagroda specjalna „za wzorowe przeprowadzenie przemysłowej i finansowej restrukturyzacji przedsiębiorstwa państwowego”[18]
- 2012 – laureat Nagrody Kisiela[19]
- 2013 – tytuł Strateg 2013 przyznany w konkursie Design Alive Awards „za inteligentne budowanie wyrazistej polskiej marki, która skutecznie konkuruje na międzynarodowych rynkach pojazdów szynowych”[20]
- 2013 – 1. miejsce w rankingu Liderzy Biznesu Forbesa[21]
- 2014 – laureat nagrody im. Jana Wejcherta[14]
- 2014 – nagroda Konfederacji Lewiatan im. Andrzeja Wierzbickiego za „okazanie, że biznesowa wizja, odwaga i kompetencje pozwalają, w ciągu dekady, zbudować silne przedsiębiorstwo, konkurujące na wymagającym, europejskim rynku”[22]
- 2014 – 39. miejsce w rankingu 100 Najbogatszych Polaków Forbesa[23]
- 2015 – 46. miejsce w rankingu 100 Najbogatszych Polaków Forbesa[24]